# Neonatologia

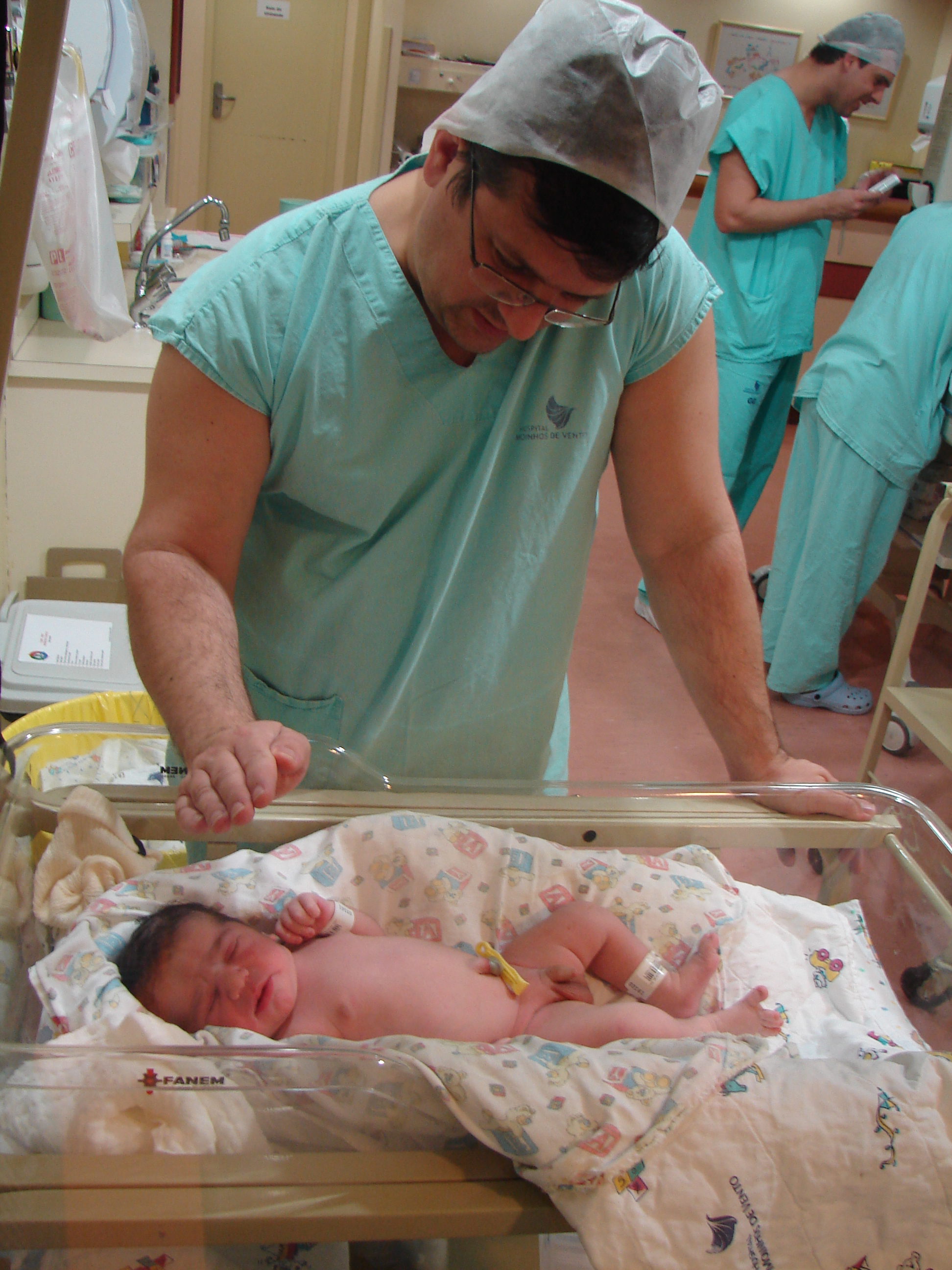
Neonatologista prestando atendimento ao recém-nascido

A neonatologia (do latim: ne(o) - novo; nat(o) - nascimento; e logia - estudo) é o ramo da Pediatria que ocupa-se das crianças desde o nascimento até 28 dias de idade (quando as crianças deixam de ser nomeadas recém-nascidos e passam a ser lactentes). 

## Especialidade médica
A neonatologia tem avançado muito nos últimos tempos, conseguindo menores índices de mortalidade e também de morbidade graças a maior compreensão das peculiaridades dos recém-nascidos, melhores equipamentos e medicamentos como o surfactante, além de abordagens como a nutrição parenteral. 
A equipe que cuida do recém-nascidos é multiprofissional, contando com a equipe de neonatologia, enfermagem, fisioterapia, fonoaudiologia,terapia ocupacional entre outras. Também é necessária atenção com a família do recém-nascido, condições sociais etc.

## Noções específicas
Algumas definições dentro da neonatologia:
AIG: adequado para a idade gestacional. Diz-se do recém-nascido cujo peso ao nascer está entre os percentis 10 e 90 para a sua idade gestacional. Geralmente se usa o gráfico de Lula O. Lubchenco para esta determinação.
Baixo Peso: recém-nascido com peso inferior a 2500 gramas
D.U.M. : data da última menstruação. A partir daí será marcada a idade gestacional.
GIG: grande para a idade gestacional. Diz-se do recém-nascido cujo peso ao nascer está acima do percentil 90 para a sua idade gestacional. Geralmente se usa o gráfico de Lula O. Lubchenco para esta determinação.
Idade gestacional: idade em semanas e dias desde o início da última menstruação.
Muito Baixo Peso: recém-nascido com peso inferior a 1500 gramas
PIG: pequeno para a idade gestacional. Diz-se do recém-nascido cujo peso ao nascer está abaixo do percentil 10 para a sua idade gestacional. Geralmente se usa o gráfico de Lula O. Lubchenco para esta determinação.
Pós-maturo ou Pós-termo: recém-nascido com 42 ou mais semanas de idade gestacional (10 meses)
Prematuro ou Pré-termo: recém-nascido com menos de 37 semanas de idade gestacional (36 semanas e 6 dias ou menos - abaixo dos 9 meses).
Recém-nascido: do nascimento até 28 dias de idade
RN: recém-nascido 
Termo ou RN de termo: diz-se do recém-nascido cuja idade gestacional está entre 37 semanas e 41 semanas e 6 dias.

## Principais doenças do recém-nascido
- Doenças do pulmão: doença da membrana hialina, taquipneia transitória do recém-nascido, pneumotórax, enfisema pulmonar intersticial, pneumomediastino, persistência da hipertensão pulmonar, hemorragia pulmonar, doença pulmonar crônica e apneia.

- Doenças do coração (cardiopatia congênita)
- Doenças do rim
- Doenças infecciosas e pegajosas (ou infectocontagiosas)
- Doenças metabólicas: hipoglicemia, hiperglicemia, hipocalcemia, hipercalcemia, hipermagnesemia, doença metabólica óssea da prematuridade, erros inatos do metabolismo
- Doenças genéticas
- Icterícia neonatal
- Malformação congênita ( Fatores ambientais causa doenças como: Uso de medicamentos (p. ex: fenitoína, misoprostol, lítio) ou substâncias teratogênicas (p. ex: álcool), infecções (p. ex: citomegalovírus), falta de nutrientes ou vitaminas (p. ex: ácido fólico), dentre outras. Já nos Fatores genéticos, são: alterações dos cromossomos (p. ex: síndrome de Down), alterações do número de cópia de segmentos cromossômicos (p. ex: síndrome velocardiofacial), mutações deletérias em mais de uma centena de genes, dentre outras).

1. ↑  «Neonatologia - Hospital Moinhos de Vento». Hospital Moinhos de Vento. Consultado em 23 de março de 2023
2. 1 2 3  Souza, Daniel Miranda Lopes de; Maia, Leonardo Christian da Silva; Zêgo, Zélia Domênica Ferreira; Jaeger, Gustavo Pêgas; Maciel, Wanderson Souza (17 de setembro de 2019). «Prevalência de prematuridade e fatores associados no estado do Rio Grande do Sul / Prevalence of prematurity and associated factors in the state of Rio Grande do Sul». Brazilian Journal of Health Review (5): 4052–4070. ISSN 2595-6825. doi:10.34119/bjhrv2n5-014. Consultado em 23 de março de 2023